# سرگئی آبالیانتس
سرگئی کریستاپوری آبالیانتس (ارمنی: Սերգեյ Քրիստափորի Աբալյանց؛ انگلیسی: Sergey Kristopher Abaliants زادهٔ ۴ فوریهٔ ۱۹۰۷ - درگذشته ۵ ژوئن ۱۹۹۱) مهندسی هیدرولیک، استاد اهل ارمنی‌های ازبکستان بود.

## زندگی‌نامه
وی در ۴ فوریهٔ ۱۹۰۷ در مرو به دنیا آمد و از انستیتو فنی تاشکند (1931) فارغ‌التحصیل گشت.  وی در ۵ ژوئن ۱۹۹۱ در سن ۸۴ سالگی در تاشکند درگذشت.

## یادداشت
1. ↑  Անդրկասպյան մարզ
2. ↑  տեխնիկական գիտությունների դոկտոր
3. ↑  Տաշքենդի պոլիտեխնիկական ինստիտուտը